# Петер Генляйн
Петер Генляйн  (нім. Peter Henlein; 1479, Нюрнберг — серпень 1542, Нюрнберг) — слюсар, спеціаліст по замках і годинникар з Нюрнберга.
Його  вважають винахідником кишенькових годинників, бо йому приписується винахід спіральної годинникової пружини та (помилково) переносного (кишенькового) годинника «Нюрнберзьке яйце».

## Біографія
У 1512 році Йоханнес Кохлеус (Cochläus) згадує Генляйна у своєму «Короткому описі Німеччини» ( Brevis Germaniae descriptio ) як виробника малих, переносних колісних годинників; що  працювали протягом 40 годин, «навіть якщо вони перевозяться в кишені в складках халата». Згідно з повідомленням Кохлеуса, Генляйн першим у Німеччині зробив годинники, що їх носили з собою. 
Портативні годинники Генляйна були у формі помандера, який був дуже популярний близько 1500 року. Крім того, вони могли мати форму барабана. Ці годинники не слід плутати з «Нюрнберзькими яйцями», які виникли тільки після смерті Генляйна.

Годинники у формі банок з британського музею в Лондоні можна з великою ймовірністю віднести до Генляйна. Годинник у корпусі помандера нібито датований 1505 (римськими MDV) також пов'язаний з Генляйном через монограми PHN.

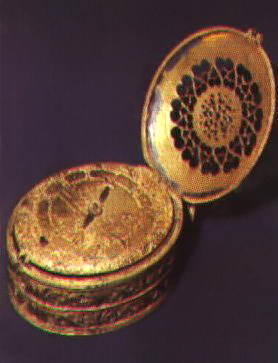
Переносний годинник («Нюрнберзьке яйце»), створений після смерті Петера Генляйна

Хоча витвори його рук важко виявити, Петро Генлейн є історичною фігурою. Він також робив великі годинники і сприяв їх високій репутації і деякому процвітанню. Вже у 1512 році він був відомий поруч з Альбрехтом Дюрером як один з найважливіших нюрнберзьких художників і майстрів. Серед його клієнтів були князі і, мабуть, королі. Відповідно до записів міста Нюрнберга, 11 січня 1524 р. Він отримав 15  флоринів (гульденів) за роботу.
Оскільки відомо тільки кілька  точних дат його життя, рік його народження є результатом тільки зворотного відліку від року його іспитів на майстра. 500-річчя з дня його народження (1979) супроводжувалося значними громадськими суперечками. Його смерть, мабуть, настала в кінці серпня 1542 року. Книга смертей святого Себальда в Нюрнберзі зафіксувала це в період з 4 червня по 14 вересня 1542 року.
Для годинникарського мистецтва німецькомовного світу Петер Генляйн вважається історичною фігурою національного значення протягом століть. З іншого боку, ім'я Генляйна рідко зустрічається в історії годинникарства не-німецькомовних країн.
Ім'я Генляйна носять численні вулиці; окрім рідного міста Нюрнберга також у Мюнхені, Бад-Кіссінгені, Амбергу, Куксхафені, Кунцелі, Шенвальді в Шварцвальді, Форхгаймі і в Бремені.
Меморіальна дошка з ім'ям Хенляйна перебуває у залі слави Валгалла, що знаходиться в Баварії.